# Інститут книгознавства Національної бібліотеки України імені В. І. Вернадського
Інститут книгознавства Національної бібліотеки України імені В. І. Вернадського — створений у листопаді 2014 року.
Діяльність інституту сприяє активізації розвитку та координації науково-дослідних і науково-прикладних досліджень у галузі книгознавства – одного з основних складових наукового напряму, за яким сьогодні присуджують наукові ступені кандидата і доктора наук за спеціальністю «книгознавство, бібліотекознавство, бібліографознавство».
Інститут продовжує та розвиває в нових соціокомунікаційних умовах діяльність Інституту української книги, що діяв у НБУВ у 1993—2011 рр., а також Українського наукового інституту книгознавства (УНІК) – науково-дослідної установи, що існувала в Києві в 1922—1936 роках при Народному комісаріаті освіти УСРР.
До структури інституту ввійшли такі наукові підрозділи НБУВ:
- відділ стародруків та рідкісних видань;
- відділ бібліотечних зібрань та історичних колекцій;
- відділ зарубіжної україніки;
- відділ образотворчих мистецтв;
- відділ музичних фондів.

Директор Інституту — книгознавець, дослідник діяльності УНІКУ, доктор історичних наук, професор Галина Ковальчук, яка багато років очолювала відділ стародруків та рідкісних видань НБУВ.
Інститут працює в Києві в історичній пам'ятці по вулиці Володимирській, 62.